# Eupithecia djakonovi
Eupithecia djakonovi là một loài bướm đêm trong họ Geometridae.